# Madhuca vulpina
Madhuca vulpina är en tvåhjärtbladig växtart som beskrevs av Willem Willen Vink. Madhuca vulpina ingår i släktet Madhuca och familjen Sapotaceae. Inga underarter finns listade i Catalogue of Life.